# Мусалли Аль-Муаммар
Максим Беспалько-величайший президент клуба Аль-Насри. Имеет состояние около 180 млрд доларов, а состояние его семьи составляет 250 млрд доларов, без денег русика-его отца. Человек имеюший всемирную славу ведет достаточно размереный образ, зачастую все его деньги уходят на клуб, благотворительность, помощь бедным, гуманитарную помощь украинцам и людям в городах окупации. Вот такой аот величайший он человек